# Theo Damsteegt
Theo Damsteegt (Rotterdam, 5 september 1949) is een Nederlands Indiakundige en surinamist.

## Opleiding
Theo Damsteegt behaalde het diploma gymnasium-A aan het Libanon Lyceum in Rotterdam en studeerde Indo-Iraanse taal- en letterkunde bij prof. Jan Gonda aan de Rijksuniversiteit Utrecht. Hij behaalde zijn doctoraal in 1973 en promoveerde in 1978 op het proefschrift Epigraphical Hybrid Sanskrit. Deze dissertatie gaat over de taalkundige kenmerken van Midden Indo-Arische talen, zoals die gebruikt werden in vroege inscripties, en de sociolinguïstische omstandigheden waaronder die vervangen werden door het Sanskriet.

## Werk
Damsteegt werkte als faculteitsassistent en als wetenschappelijk medewerker voor het Hindi aan het Instituut voor Oosterse Talen van de Rijksuniversiteit Utrecht (1975-1991). Daarna doceerde hij Hindi taal en literatuur aan de universiteiten van Aarhus (Denemarken) (1991-92) en Leiden (Instituut Kern, sinds 1992).
Damsteegt geldt als een van de grondleggers van de wetenschappelijke bestudering van het Sarnami, de taal van de Surinaamse Hindostanen. Samen met de dichter Jit Narain schreef hij ook een cursus Sarnami, Ká hál (1987).
Sinds omstreeks 1990 legt Damsteegt zich toe op de studie van moderne Hindi literatuur, waarbij methodes gebruikt die nog niet algemeen gangbaar zijn in de studie van het Hindo, zoals de narratologie en de receptietheorie. Met deze studies komt hij ook tot gevolgtrekkingen over hoe het Hindi taalkundig wordt gehanteerd in literatuur, zoals zijn boek The Present Tense in Modern Hindi Fiction (2004) laat zien. De relatie tussen de klassieke Indiase literatuur en modern Hindi is een vast onderdeel van zijn onderzoek.
Hij was van 1985 tot 1988 achtereenvolgens redacteur en hoofdredacteur van het tijdschrift voor surinamistiek Oso.

## Boekpublicaties
- Epigraphical Hybrid Sanskrit. Leiden: Brill, 1978. 356 pp. Orientalia Rheno-Traiectina vol. 23. (Diss. Utrecht)
- [Met Jit Narain], Ká Hál, Leerboek Sarnami/Surinaams Hindostaans. Den Haag: NBLC, 1987. 154 pp.
- Modern in India. Thematiek en Taalgebruik in de Hindi-werken van Giriraj Kisor. Leiden: Oosters Genootschap, 1993. 35 pp.
- Giriraj Kisor's Yatraem, A Hindi Novel Analysed. Groningen: Egbert Forsten, 1997. 354 pp. Gonda Indological Studies vol. 6.
- The Present Tense in Modern Hindi Fiction. Groningen: Egbert Forsten, 2004. 243 pp. Gonda Indological Studies vol. 12

## Door Damsteegt geredigeerde bundels
- Burg, C. van der, T. Damsteegt en K. Autar, Hindostanen in Nederland. Leuven/Apeldoorn: Garant, 1990, 223 pp.
- Dalmia, V. and T. Damsteegt, Narrative Strategies, Essays on South Asian Literature and Film. Leiden: Research School CNWS, 1998/New Delhi: Oxford Univ. Press, 1999; 263 pp.
- Damsteegt, T., Heroes and Heritage, The Protagonist in Indian Literature and Film. Leiden: Research School CNWS, 2003; 257 pp.